# Принцип Tell Don't Ask
Tell Don't Ask (англ. Tell Don't Ask — «наказуй, не запитуй») — принцип проєктування, згідно з якими замість того щоб просити в об'єкта дані, та їх змінювати, варто наказувати об'єкту, що зробити.

## Приклад
Нехай, необхідно змоделювати об'єкт користувача, для якого можлива зміна імені. Наївна реалізація виглядатиме наступним чином:
```
// об'єкт містить лише дані, поведінка назовні

public
 
class
 
User

{

  
public
 
string
 
Name
 
{
 
get
;
 
set
 
}

}

// використання

var
 
user
 
=
 
new
 
User
();

user
.
Name
 
=
 
"New user name"
;

RaiseEvent
(
new
 
UserNameChanged
(
user
.
Name
));

```

Змінимо код згідно з цим принципом.
```
// об'єкт містить як дані, так і поведінку

public
 
class
 
User

{

  
private
 
string
 
_name
;

  
public
 
void
 
ChangeName
(
string
 
name
)

  
{

    
_name
 
=
 
name
;

   

    
RaiseEvent
(
new
 
UserNameChanged
(
name
));

  
}

}

// використання

var
 
user
 
=
 
new
 
User
();

user
.
ChangeName
(
"New user name"
);

```